# لوته موس
لوته موس (بالإنجليزية: Lotte Moos)‏ (9 ديسمبر 1909، برلين في ألمانيا - 3 يناير 2008، لندن في المملكة المتحدة)؛ كاتِبة وشاعرة ألمانية.